# NDM-1

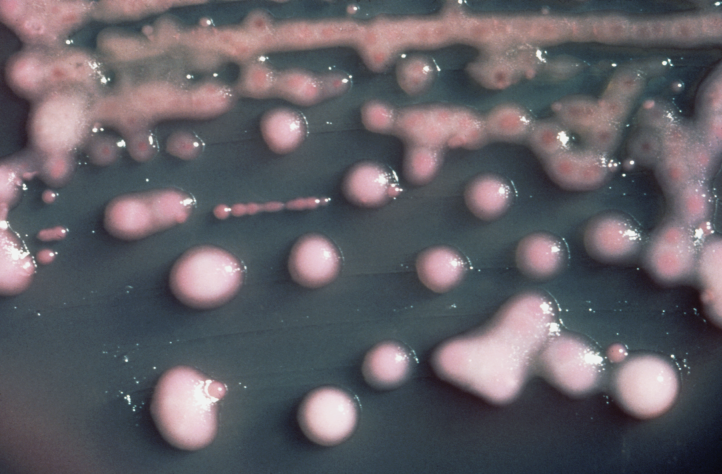
Bakteria Klebsiella pneumoniae

NDM-1 (skrót od ang. New Delhi metallo-β-lactamase) – enzym z grupy metalo-β-laktamaz nadający oporność bakteriom na wiele antybiotyków beta-laktamowych. Dotyczy to również karbapenemów, które używane były głównie do leczenia chorób powodowanych przez bakterie oporne na inne antybiotyki.
NDM-1 został zidentyfikowany w Klebsiella pneumoniae i Escherichia coli wyizolowanych w 2008 roku u pacjenta szpitala w Nowym Delhi (Indie). U tego pacjenta rozpoznano zakażenie układu moczowego. Później stwierdzono pojawienie się NDM-1 u kilku gatunków gram-ujemnych enterobakterii (najczęściej u Klebsiella pneumoniae i Escherichia coli) na obszarze Indii, Pakistanu i Bangladeszu, skąd NDM-1 został zawleczony do Wielkiej Brytanii, Stanów Zjednoczonych, Kanady, Japonii i Brazylii. Od sierpnia 2010 bakterie produkujące enzym NDM-1 gwałtownie rozprzestrzeniają się w wielu krajach na wszystkich kontynentach wywołując śmiertelne zakażenia. Pierwszy przypadek śmiertelny wystąpił w Belgii w czerwcu 2010 roku.
W 2014 roku w Polsce stwierdzono obecność bakterii K. pneumoniae NDM u kilkuset nosicieli, głównie w Warszawie i Poznaniu. W 2018 i 2019 roku kolejne przypadki ujawniono w Szczecinie, Lublinie, Piotrkowie Trybunalskim oraz Ostrołęce.
Pod koniec sierpnia 2019 bakterię New Delhi wykryto u jednego z pacjentów Wojewódzkiego Szpitala Zespolonego w Kielcach. W kwietniu 2021 roku bakterię tę znaleziono u jednego z pacjentów szpitala w Ciechocinku.